# Plants vs. Zombies: Garden Warfare 2
Plants vs Zombies Garden Warfare 2 é um jogo eletrônico de tiro em terceira pessoa, criado em 23 de fevereiro de 2016, desenvolvido pela PopCap Games e publicado pela Electronic Arts. Foi lançado para o Microsoft Windows, PlayStation 4 e Xbox One. É a sequência de Plants vs. Zombies: Garden Warfare.
O enredo gira em torno de um combate entre zumbis e plantas que se enfrentam em um modo online com uma média variedade de modos para jogar o online, o jogo possuía um sistema de maestria para cada plantas, zumbis e variantes. Já o pvz gw2 diferente do pvz gw possuía um modo história em uma espécie de lob onde tambem tinham mini-jogos e o jogo possuía um bônus que o jogador lutava contra  gnomos de jardins gigantes que estão dominando o espaço-tempo.
A dinâmica do game permite que sejam escolhidos diversos tipos de classes, e nessa versão é possível jogar no multiplayer online com até 24 pessoas.

## Gráfico
O jogo conta com 14 novos mapas, que oferecem diversas vantagens ao longo das batalhas. Os gráficos são bastante coloridos e evoluíram muito desde a última versão: com a utilização do motor gráfico Frostbite Engine, Plants vs. Zombies subiu para uma classificação de alta qualidade, o chamado Triplo-A.

## Atualizações
O jogo contou com 4 grandes atualizações entre 2016 à 2018, sendo elas :
-Trouble in Zumbopolis (trouxe uma nova variante para as classes de Citrinador e  Super Mioloz além de um novo mapa de ataque herbáceo).
- Frontline Fighters (trouxe uma nova variante para as classes de Coronel  Milho , Rosa , Zumbinho e Capitão Barbamorta, além de um novo mapa de derrubadas em equipe).
-Trials of Gnomus (trouxe uma nova classe para a equipe das plantas (Tronco-Flamejante) e para os zumbis (Cabra-3000) em que ambos são conquistados ao jogar desafios semanais com os quais permitem que o jogador consiga chaves para 4 portas que possuíam quebra-cabeças e no final , levavam para uma luta contra Boss!).
-Capture the Taco ( trouxe um novo modo de jogo : "Capture o Taco!" , três skins para o Tronco-Flamejante e para a Cabra-3000 ,um mapa do primeiro jogo dentro do segundo e uma nova variante para a classe de Carnívora).
As três primeiras atualizações (Trouble in Zumbopolis, Frontline Fighters e Trials of Gnomus) ocorreram entre 2016 à 2017. Depois desse período, a empresa distribuidora do jogo , EA, comunicou oficialmente que o jogo não teria mais atualizações, até que depois de um tempo, em 2018, foi lançado o Capture the Taco, revivendo por poucos dias o jogo que já não tinha o mesmo hype dos anos anteriores.

Em 2019, foi anunciado a continuação do jogo , titulado como Plants vs Zombies: Battle for Neighborville.

## Recepção
Plants vs. Zombies: Garden Warfare 2 recebeu críticas "geralmente favoráveis", de acordo com o agregador de críticas Metacritic.
Kevin Dunsmore, do Hardcore Gamer, deu ao jogo 4 de 5, afirmando que "a PopCap Games prestou muita atenção às críticas do jogo original e, finalmente, criou uma sequência digna". Jordan Devore, do Destructoid, classificou o jogo como 9/9 dizendo: "o hub world é uma fatia muito mais realista do universo mais amplo de Plants vs. Zombies, e é tão deliciosamente estranho". A IGN deu ao jogo uma pontuação de 8,2 / 10, dizendo que o jogo "está totalmente amadurecido para um shooter de estreia".
A versão de varejo do jogo foi o segundo jogo mais vendido em sua semana de lançamento no Reino Unido, estreando em segundo lugar no ranking de vendas de software de varejo do Reino Unido, atrás apenas do Far Cry Primal.